# Estación Los Lagos
Los Lagos es una estación que está ubicada en la comuna chilena de Los Lagos, en la región de Los Ríos y que fue construida con el Ferrocarril Valdivia a Osorno, e integrado luego al Ferrocarril Central. Es cabecera del ramal Los Lagos-Riñihue, hoy levantado.

## Historia
La estación aparece con la construcción del ferrocarril Valdivia-Victoria-Osorno, que inició sus obras en 1888 y que sufrió muchos contratiempos durante su construcción. El trabajo se subdividió en dos grandes secciones, desde estación Valdivia hasta estación Pichi-Ropulli, y desde Pichi-Ropulli hasta la estación Osorno. El tramo donde se encuentra la estación es inaugurado en abril de 1897.
Entre 1905 y 1906 se concesiona e inaugura el ramal Los Lagos-Riñihue, un ramal de 30 kilómetros que llegaba hasta Riñihue. Sus servicios terminaron en la década de 1970 y fue levantado en 1980.
Es parte de la Red Sur de la Empresa de los Ferrocarriles del Estado. Operativo hasta el 1996, con el «Rápido de Los Lagos». Se construyeron nuevas instalaciones para el Servicio Regional Victoria - Puerto Montt. Desde 6 de diciembre de 2005 se inaugura el Servicio Regional Temuco-Puerto Montt, con dos frecuencias diarias por sentido. El 6 de enero de 2006, comenzó el servicio reorganizado con dos frecuencias diarias por sentido entre Temuco y Puerto Montt, y se inicia la venta con asientos numerados a través del sistema SIRE.
Actualmente la estación no presta servicios de pasajeros o carga.